# Региональные отборочные к мейджорам по CS:GO
Regional Major Ranking или же региональные отборочные к мейджорам по Counter-Strike: Global Offensive и Counter-Strike 2 — это периодические соревнования, которые предназначены для отбора команд на крупнейшую серию киберспортивных соревнований по CS:GO и CS2 — мейджоры. Такие турниры были введены во время пандемии COVID-19 и работали по аналогии с другой киберспортивной дисциплиной Valve, а именно Dota 2. На первых этапах, статус RMR присваивался обычным турнирам проводимыми такими компаниями, как ESL, FACEIT, DreamHack и т.д. с поправкой на правила Valve. Таким образом там разыгрывался отдельный призовой фонд и так называемые очки RMR. Впоследствии из-за многих факторов, Valve отказалась от 3 турниров RMR, а после PGL Major Stockholm 2021 и вовсе перейдёт на один такой турнир для каждого региона. Таким образом на данный момент RMR, это разовый турнир для каждого региона, на которые приглашаются лучшие 16 команд предыдущего мажора. Оставшиеся места распределяют путём квалификаций.

## Формат проведения
Формат проведения описывается специальной «книгой правил», которую Valve выпускает перед каждым мейджором.

### Регионы
Сами турниры RMR делятся на 3 региона:
- Европа
- Америка
- Азия

Закрытые и открытые квалификации делятся на 8 регионов (Азиатский регион делится по усмотрению турнирного оператора):
- Европа
- Северная Америка
- Южная Америка
- Океания
- Китай
- Восточная Азия
- Южно-центральная Азия
- Средний восток

### Количество квалификаций
Количество необходимых турниров определяется с анонсом следующего мейджора компанией-организатором и Valve.

### Очки и Статусы
2020-21 года - Команды из топ 16 предыдущего мажора приглашаются на первый RMR. На последующие RMR приглашения получают лучшие команды предыдущего. По итогу всех RMR команды распределяются в разные стадии в зависимости от количества очков у команды, которые они зарабатывали на каждом из таких турниров.
2022-23 года - Команды из топ 16 предыдущего мажора приглашаются на RMR, по итогу которого команды проходят на последующий мажор. Распределение по стадиям проходит в зависимости от места команды на RMR.
2024 год - Команды из топ 16 предыдущего мажора приглашаются на RMR, по итогу которого команды проходят на последующий мажор. Распределение по стадиям уже происходит в зависимости от места команды в рейтинге Valve.
| RMR         | Стадия мажора 2020-23 года | Стадия мажора 2024 год |
| ----------- | -------------------------- | ---------------------- |
| Легенды     | Стадия Легенд              | Стадия выбывания       |
| Челленджеры | Стадия Челленджеров        | Начальная стадия       |
| Контендеры  | Стадия Челленджеров        | Начальная стадия       |

## Региональные распределения на мейджорах
Региональное распределение контедеров всегда делится так:
- 3 места - Европа
- 3 места - Америка
- 2 места - Азия и Океания

Региональное распределение легенд и челленджеров же зависит от результата региона на предыдущем мажоре. Так если две команды из Азии попадут в топ 8, то на следующем мажоре Азия получит не два места, а четыре (Два контендера и две легенды).

### Perfect World Shanghai Major 2024
| Место       | Региональные места на мажоре | Региональные места на мажоре | Региональные места на мажоре | Региональные места на мажоре | Региональные места на мажоре | Региональные места на мажоре | Региональные места на мажоре | Региональные места на мажоре | Команды чьи результаты подарили места региону                                              | Команды чьи результаты подарили места региону                  | Команды чьи результаты подарили места региону |
| Место       | #1                           | #2                           | #3                           | #4                           | #5                           | #6                           | #7                           | #8                           | Европа                                                                                     | Америка                                                        | Азия и Океания                                |
| ----------- | ---------------------------- | ---------------------------- | ---------------------------- | ---------------------------- | ---------------------------- | ---------------------------- | ---------------------------- | ---------------------------- | ------------------------------------------------------------------------------------------ | -------------------------------------------------------------- | --------------------------------------------- |
| Легенды     | Европа A / B                 | Европа A / B                 | Европа A / B                 | Европа A / B                 | Европа A / B                 | Европа A / B                 | Европа A / B                 | Европа A / B                 | Cloud9, Team Spirit Team Vitality, FaZe Clan, Natus Vincere, MOUZ, G2 Esports Eternal Fire |                                                                |                                               |
| Челленджеры | Европа A / B                 | Европа A / B                 | Европа A / B                 | Америка                      | Америка                      | Америка                      | Америка                      | Азия и Океания               | Virtus.pro HEROIC, ECSTATIC                                                                | paiN Gaming, Imperial Esports, FURIA Esports Complexity Gaming | TheMongolz                                    |
| Контендеры  | Европа A / B                 | Европа A / B                 | Европа A / B                 | Америка                      | Америка                      | Америка                      | Азия и Океания               | Азия и Океания               | Фиксированные слоты                                                                        | Фиксированные слоты                                            | Фиксированные слоты                           |

### PGL CS2 Major Copenhagen 2024
| Место       | Региональные места на мажоре | Региональные места на мажоре | Региональные места на мажоре | Региональные места на мажоре | Региональные места на мажоре | Региональные места на мажоре | Региональные места на мажоре | Региональные места на мажоре | Команды чьи результаты подарили места региону                                  | Команды чьи результаты подарили места региону |
| Место       | #1                           | #2                           | #3                           | #4                           | #5                           | #6                           | #7                           | #8                           | Европа                                                                         | Америка                                       |
| ----------- | ---------------------------- | ---------------------------- | ---------------------------- | ---------------------------- | ---------------------------- | ---------------------------- | ---------------------------- | ---------------------------- | ------------------------------------------------------------------------------ | --------------------------------------------- |
| Легенды     | Европа A / B                 | Европа A / B                 | Европа A / B                 | Европа A / B                 | Европа A / B                 | Европа A / B                 | Европа A / B                 | Америка                      | Team Vitality, GamerLegion, Apeks, Into the Breach, FaZe Clan Heroic Monte     | Team Liquid                                   |
| Челленджеры | Европа A / B                 | Европа A / B                 | Европа A / B                 | Европа A / B                 | Европа A / B                 | Европа A / B                 | Европа A / B                 | Америка                      | Natus Vincere fnatic, Ninjas in Pyjamas, ENCE, G2 Esports Bad News Eagles 9INE | FURIA Esports                                 |
| Контендеры  | Европа A / B / LCQ           | Европа A / B / LCQ           | Европа A / B / LCQ           | Америка                      | Америка                      | Америка                      | Азия и Океания               | Азия и Океания               | Фиксированные слоты                                                            | Фиксированные слоты                           |

### BLAST.tv Paris Major 2023
| Место       | Региональные места на мажоре | Региональные места на мажоре | Региональные места на мажоре | Региональные места на мажоре | Региональные места на мажоре | Региональные места на мажоре | Региональные места на мажоре | Региональные места на мажоре | Команды чьи результаты подарили места региону                               | Команды чьи результаты подарили места региону |
| Место       | #1                           | #2                           | #3                           | #4                           | #5                           | #6                           | #7                           | #8                           | Европа                                                                      | Америка                                       |
| ----------- | ---------------------------- | ---------------------------- | ---------------------------- | ---------------------------- | ---------------------------- | ---------------------------- | ---------------------------- | ---------------------------- | --------------------------------------------------------------------------- | --------------------------------------------- |
| Легенды     | Европа A                     | Европа A                     | Европа A                     | Европа A                     | Европа B                     | Европа B                     | Европа B                     | Америка                      | Virtus.pro, Team Spirit, Cloud9 Heroic MOUZ, fnatic Natus Vincere           | FURIA Esports                                 |
| Челленджеры | Европа A                     | Европа A                     | Европа A                     | Европа B                     | Европа B                     | Европа B                     | Европа B                     | Америка                      | BIG ENCE, Team Vitality, FaZe Clan Sprout Bad News Eagles Ninjas in Pyjamas | Team Liquid                                   |
| Контендеры  | Европа A                     | Европа B                     | Америка                      | Америка                      | Америка                      | Азия и Океания               | Азия и Океания               | Европа LCQ                   | Фиксированные слоты                                                         | Фиксированные слоты                           |

### IEM Rio Major 2022
| Место       | Региональные места на мажоре | Региональные места на мажоре | Региональные места на мажоре | Региональные места на мажоре | Региональные места на мажоре | Региональные места на мажоре | Региональные места на мажоре | Региональные места на мажоре | Команды чьи результаты подарили места региону                                          | Команды чьи результаты подарили места региону |
| Место       | #1                           | #2                           | #3                           | #4                           | #5                           | #6                           | #7                           | #8                           | Европа                                                                                 | Америка                                       |
| ----------- | ---------------------------- | ---------------------------- | ---------------------------- | ---------------------------- | ---------------------------- | ---------------------------- | ---------------------------- | ---------------------------- | -------------------------------------------------------------------------------------- | --------------------------------------------- |
| Легенды     | Европа A                     | Европа A                     | Европа A                     | Европа A                     | Европа B                     | Европа B                     | Европа B                     | Америка                      | FaZe Clan, ENCE Natus Vincere, Team Spirit Heroic, Copenhagen Flames Ninjas in Pyjamas | FURIA Esports                                 |
| Челленджеры | Европа A                     | Европа A                     | Европа B                     | Европа B                     | Европа B                     | Европа B                     | Америка                      | Америка                      | G2 Esports Team Vitality BIG Cloud9 Bad News Eagles Virtus.pro                         | Imperial Esports Team Liquid                  |
| Контендеры  | Европа A                     | Европа A                     | Европа B                     | Америка                      | Америка                      | Америка                      | Азия и Океания               | Азия и Океания               | Фиксированные слоты                                                                    | Фиксированные слоты                           |

### PGL Major Antwerp 2022
| Место       | Региональные места на мажоре | Региональные места на мажоре | Региональные места на мажоре | Региональные места на мажоре | Региональные места на мажоре | Региональные места на мажоре | Региональные места на мажоре | Региональные места на мажоре | Команды чьи результаты подарили места региону                                              | Команды чьи результаты подарили места региону |
| Место       | #1                           | #2                           | #3                           | #4                           | #5                           | #6                           | #7                           | #8                           | Европа                                                                                     | Америка                                       |
| ----------- | ---------------------------- | ---------------------------- | ---------------------------- | ---------------------------- | ---------------------------- | ---------------------------- | ---------------------------- | ---------------------------- | ------------------------------------------------------------------------------------------ | --------------------------------------------- |
| Легенды     | Европа A                     | Европа A                     | Европа A                     | Европа A                     | Европа B                     | Европа B                     | Европа B                     | Америка                      | Natus Vincere, Gambit Esports G2 Esports Heroic Team Vitality Virtus.pro Ninjas in Pyjamas | FURIA Esports                                 |
| Челленджеры | Европа A                     | Европа A                     | Европа B                     | Европа B                     | Европа B                     | Европа B                     | Америка                      | Америка                      | Copenhagen Flames, Astralis FaZe Clan, MOUZ, ENCE Entropiq                                 | Team Liquid Evil Geniuses                     |
| Контендеры  | Европа A                     | Европа A                     | Европа B                     | Америка                      | Америка                      | Америка                      | Азия и Океания               | Азия и Океания               | Фиксированные слоты                                                                        | Фиксированные слоты                           |

### PGL Major Stockholm 2021
| Место       | Региональные места на мажоре | Региональные места на мажоре | Региональные места на мажоре | Региональные места на мажоре | Региональные места на мажоре | Региональные места на мажоре | Региональные места на мажоре | Региональные места на мажоре | Команды чьи результаты подарили места региону                                             |
| Место       | #1                           | #2                           | #3                           | #4                           | #5                           | #6                           | #7                           | #8                           | Команды чьи результаты подарили места региону                                             |
| ----------- | ---------------------------- | ---------------------------- | ---------------------------- | ---------------------------- | ---------------------------- | ---------------------------- | ---------------------------- | ---------------------------- | ----------------------------------------------------------------------------------------- |
| Легенды     | Европа                       | Европа                       | Европа                       | Северная Америка             | Северная Америка             | Северная Америка             | СНГ                          | СНГ                          | Из-за отменённого мажора ESL One: Rio Major 2020, региональные места останутся не тронуты |
| Челленджеры | Европа                       | Европа                       | Европа                       | Европа                       | Европа                       | Европа                       | Северная Америка             | СНГ                          | Из-за отменённого мажора ESL One: Rio Major 2020, региональные места останутся не тронуты |
| Контендеры  | Европа                       | Европа                       | СНГ                          | СНГ                          | Северная Америка             | Южная Америка                | Океания                      | Азия                         | Фиксированные слоты                                                                       |

### ESL One: Rio Major 2020
| Место       | Региональные места на мажоре | Региональные места на мажоре | Региональные места на мажоре | Региональные места на мажоре | Региональные места на мажоре | Региональные места на мажоре | Региональные места на мажоре | Региональные места на мажоре | Команды чьи результаты подарили места региону             | Команды чьи результаты подарили места региону | Команды чьи результаты подарили места региону |
| Место       | #1                           | #2                           | #3                           | #4                           | #5                           | #6                           | #7                           | #8                           | Европа                                                    | Америка                                       | СНГ                                           |
| ----------- | ---------------------------- | ---------------------------- | ---------------------------- | ---------------------------- | ---------------------------- | ---------------------------- | ---------------------------- | ---------------------------- | --------------------------------------------------------- | --------------------------------------------- | --------------------------------------------- |
| Легенды     | Европа                       | Европа                       | Европа                       | Северная Америка             | Северная Америка             | Северная Америка             | СНГ                          | СНГ                          | Astralis ENCE Team Vitality                               | Renegades NRG Esports, Team Liquid            | AVANGAR Natus Vincere                         |
| Челленджеры | Европа                       | Европа                       | Европа                       | Европа                       | Европа                       | Европа                       | Северная Америка             | СНГ                          | MOUZ, CR4ZY, FaZe Clan G2 Esports North Ninjas in Pyjamas | MIBR                                          | DreamEaters                                   |
| Контендеры  | Европа                       | Европа                       | СНГ                          | СНГ                          | Северная Америка             | Южная Америка                | Океания                      | Азия                         | Фиксированные слоты                                       | Фиксированные слоты                           | Фиксированные слоты                           |